# 姿節雄
姿 節雄（すがた せつお、1916年5月15日 - 1999年2月18日）は日本の柔道家（講道館9段）。広島県神石郡神石町（現・神石高原町）古川出身。

## 人物

### 経歴
| 段位 | 年月日（年齢）        |
| ---- | --------------------- |
| 入門 | 1932年4月23日（15歳） |
| 初段 | 1932年7月6日（16歳）  |
| 2段  | 1933年7月12日（17歳） |
| 3段  | 1934年3月26日（17歳） |
| 4段  | 1934年6月16日（18歳） |
| 5段  | 1935年1月13日（18歳） |
| 6段  | 1941年4月1日（24歳）  |
| 7段  | 1951年9月11日（35歳） |
| 8段  | 1959年5月7日（42歳）  |
| 9段  | 1984年（67歳）        |

子供の頃から柔道を始め（記録上の講道館入門は1932年4月で15歳の時）、1934年の3月に県立府中中学校を卒業する時には全国でも数少ない中学生での3段位に列せられた。
卒業後は上京して明治大学の専門部へ入学し、名人・三船久蔵の内弟子に。入学から3ヵ月後に4段、翌35年1月には2年生の弱冠18歳ながら5段に昇段して同年秋の講道館紅白試合では5段の部で5人抜きを達成している。
3年次の1936年4月30日に福岡市で開催された第1回全日本東西対抗大会（両軍32人ずつの抜き試合）には大会最年少選手として出場し、武専の名手・阿部謙四郎5段をあっさり横四方固で降したものの、続く南満州鉄道の加藤幸蔵5段には跳巻込で敗れた。1937年5月28日に大連市で開催の第9回東京学生連合対全満州の対抗試合に東京軍副将として出場し、前年に敗れた全満主将の加藤幸蔵5段と相対すると、背負投で技有を取り、相手の払腰を返して上四方固で抑え込み雪辱を果たした。1938年3月に専門部を卒業すると同大政治経済学部へ再入学し、同年10月の第8回全日本選士権の一般壮年前期の部に2区（東京）代表で出場、2回戦で7区（九州）代表の村上一雄5段と激闘の末に腕緘で敗れたものの、3位という成績を残している（同部は村上一雄が優勝し、大会3連覇を達成）。その後も1939年7月16日の警視庁対東京学生連合対抗試合で大将として出場し強豪・真壁愛之助6段と引き分けて勝利を引き寄せたほか、5日後の7月16日には第11回東京学生連合対全満州対抗試合に学連軍大将として出場し、学連副将の尾崎稲穂との試合で体力を消耗し切った満州軍大将の飯山栄作6段を大内刈で破って学連軍に勝利をもたらしている。この他、1939年の熱田神宮奉賛大会や橿原神宮奉祝全国武道大会、1940年の紀元二千六百年奉祝全日本東西対抗大会への出場記録が残る。また41年に卒業するまでの間、講道館長南郷次郎開設の高等柔道教員養成所で1期生として倫理・日本史・生理学を学んで“教導”の称号を経たほか、三船の師範代として近隣の各中学にて指導も行った。
卒業直後の1941年4月に異例の速さで6段に昇段すると、同年の宮内省主催済寧館武道大会では6段の部で優勝を果たした。海軍経理学校や東京鉄道局での教員を経て1942年1月に兵役するまでの約8年間を三船の元で過ごし、これは数多の三船門弟の中でも最長記録である。
終戦後も各種大会へ積極的に出場し、1948年の全関東対全九州対応大会や1952年の全日本年齢別大会のほか、1951年には身長173cm・体重75kgの決して大きくない体格ながら体重無差別で柔道日本一を決す全日本選手権への出場も果たしている。結果は初戦で当時日の出の勢いにあった秋田県警の夏井昇吉に敗北したものの、年齢35歳で挑んだこの大会こそ生涯現役を貫いた姿の柔道家としての真骨頂であった。またこの間、1951年9月に7段、1959年5月には8段に列せられている。
同時に、GHQによる武道禁止令の後に学校柔道が復活する事を見越して葉山三郎や小田明道らと共に明治大学柔道部の再構築に着手。1951年の3月から10月にかけて東京学生柔道連盟や関西学生柔道連盟、全日本学生柔道連盟が相次いで再組織されると、姿は三船の後任として母校・明治大学の師範に就任した。自費を投じて部員の合宿所である姿寮を建設するなど柔道部隆盛のために奔走し、古くは曽根康治や神永昭夫、後には上村春樹や吉田秀彦、小川直也ら数多の全日本チャンピオン・世界チャンピオンらを輩出して明大柔道部を日本有数のレベルに育て上げた。また女子柔道部のなかった明治大学への入学を熱望した阿武教子（当時高校生ながら皇后盃全日本女子選手権を2連覇中）に対し、姿が「そこまでいうなら入れてやれ」と門戸を開き、後々阿武は世界選手権4連覇するに至った点なども特筆される。
姿の柔道界での活動は明治大学という枠に収まらず、全日本柔道連盟常任理事・顧問や東京都柔道連盟理事・副会長、全日本学生柔道連盟顧問、東京学生柔道連盟副会長、講道館評議員といった要職を務め、中央競馬会並びに競馬保安協会の参与を歴任した。1983年から1986年まで続いた全日本柔道連盟と全日本学生柔道連盟との対立の際には、講道館長嘉納行光および全日本学生柔道連盟会長松前重義の意を受けて東京大学柔道連盟会長の重責に就き、事態収拾の中心的役割を果たしている。
長年の功績から1984年4月の講道館100周年に際して9段位を授与。昇段に際し姿は、「国際化のため柔道が変質しつつある今日、正しい講道館柔道のため微力ながら努力する覚悟」と決意を述べた。1992年7月6日には明治大学の特別功労賞を受賞。同年に心臓ペースメーカーの植え込み手術を行ってからも現役を貫き道衣を着用して後進の指導に当たり、この生活は病に伏す前年の1998年3月まで続けられた。

### その他
現役時代は多彩な技を使いこなし、大内刈、小外刈、一本背負投、内股のほか寝技も得手とした。晩年には「本来、柔道とは体重無差別であるべきで、体重制と審判規定の細分化が柔道を変質させている」「日々の稽古では試合と同じ歩合稽古ではなく、正しい技・体捌きを習得せねばならない」と当時の柔道界に警鐘を鳴らしている。
“姿”という珍しい性から、富田常雄（明治大学商学部出身）の著書『姿三四郎』のモデルでは、とみる意見もある（富田自身は否定しているが、一般には西郷四郎をモデルとするのが通説となっている）。この点に関してはメディアでも見解が分かれており、西日本新聞が“姿三四郎と長崎 -門下生が語る西郷六段秘話-”（1951年2月14日付）で西郷四郎を主人公の人物のモデル、姿節雄を名前のモデルと記しているのに対し、山陽新聞は“母校を語る -古川校”（1953年9月26日付）の見出しで姿節雄こそ三四郎の人物モデルとしている。富田の亡きいま真相を知る術はないが、専門雑誌『近代柔道』の連載コラムでは、西郷四郎をモデルとしつつも、富田常雄が『姿三四郎』を執筆していた頃に姿節雄は既に学生柔道界の花形として活躍していたため、“姿”姓についてはその影響を受けていたとしても不思議はない、と結んでいる。